# Berencsróna
Berencsróna (1899-ig Rovenszkó, szlovákul Rovensko) község Szlovákiában, a Nagyszombati kerületben, a Szenicei járásban.

## Fekvése
Szenicétől 4 km-re északra fekszik.

## Története
1439-ben említik először. A korlátkői, majd a berencsi váruradalom része volt. 1772-től az Apponyi, a Bossányi, a Révay, a Motesici, a Petky, a Jaszenák, és a Majthényi családok birtoka. 1846-tól a Windischgräetz család is birtokot szerez a településen. A 18. században kiterjedt szőlőművelés folyt a faluban, később a lakosok főként mezőgazdaságból éltek. A 18. század elején 23 jobbágy és 35 zsellér háztartás található a faluban. 1752-ben 76 család, 25 évvel később 118 házban 590 lakos élt a községben. 1843-ban lakóiból 376 római katolikus, 200 evangélikus és 34 zsidó volt.
Vályi András szerint "ROVENSZKO. Tót falu Nyitra Várm. földes Ura G. Amade, és több Uraságok, lakosai katolikusok, és másfélék is, fekzik Rokovhoz közel, mellynek filiája; földgye, réttye jó, szőleje termékeny, eladásra jó módgya van, fája, legelője alkalmatos; malma, és piatza Szeniczén."
Fényes Elek szerint "Rovenszko, tót falu, Nyitra vgyében: 376 kath., 200 evang., 34 zsidó lak. F. u. a berencsi uradalom. Ut. p. Holics."
A trianoni békeszerződésig Nyitra vármegye Szenicei járásához tartozott.

## Népessége
| Év:            | 1994. | 2004.   | 2014.    | 2024.   |
| -------------- | ----- | ------- | -------- | ------- |
| Emberek száma: | 396   | 369     | 423      | 429     |
| Eltérés:       |       | -6,81 % | +14,63 % | +1,41 % |

| Év:            | 2023. | 2024.  |
| -------------- | ----- | ------ |
| Emberek száma: | 440   | 429    |
| Eltérés:       |       | -2,5 % |

1910-ben 517, túlnyomórészt szlovák lakosa volt.
2001-ben 378 lakosából 374 szlovák volt.
2011-ben 414 lakosából 403 szlovák.

## Nevezetességei
- A falu legrégibb műemléke a falu közepén álló, 1846-ban épített kápolna, amely a templom megépültéig szolgált a katolikus istentiszteletek számára.
- Római katolikus temploma 1994-ben épült.
- Evangélikus temploma 1969-ben épült, addig az evangélikusoknak csak egy 1932-ben épített haranglábuk állt a faluban.